# QWERTY
Pour les articles homonymes, voir QWERTY (homonymie).

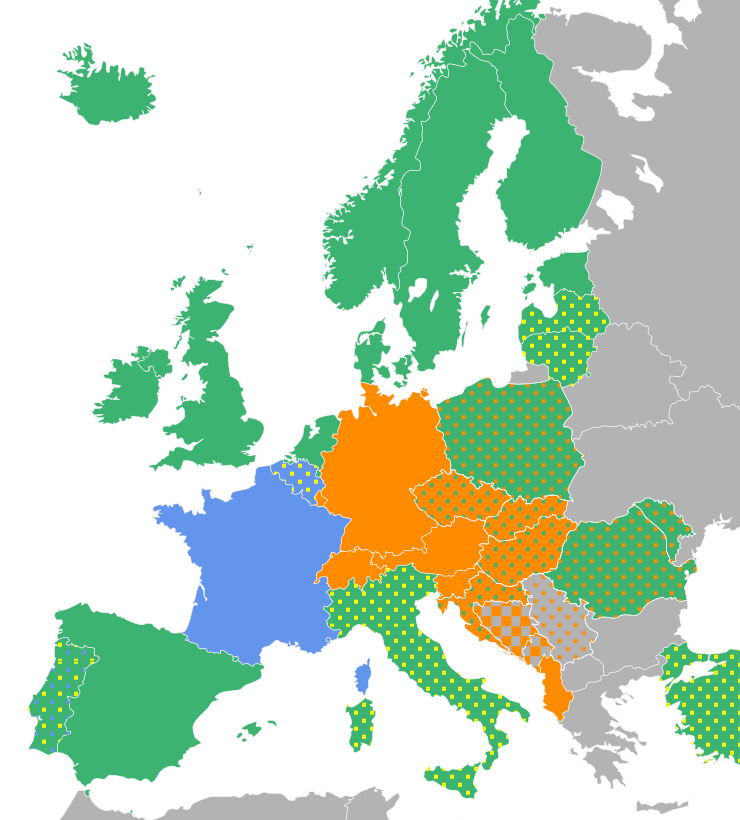
Distribution géographique des différents claviers en Europe :
QWERTY ;
QWERTZ ;
AZERTY ;
Dispositions nationales (notamment turque FGĞIOD, lettonne ŪGJRMV et lituanienne ĄŽERTY) ;
Écritures non latines.

Le QWERTY est une disposition des touches de clavier brevetée en 1878, par Christopher Latham Sholes, qui a mis au point un prototype de la machine à écrire moderne.

## Disposition

Disposition QWERTY aux États-Unis.

La disposition tire son nom des six premières touches de la rangée alphabétique supérieure. La configuration des claviers d’ordinateurs en QWERTY a été copiée sur le modèle des claviers des machines à écrire, pour lesquelles deux explications ont été avancées :
- la plus connue des hypothèses est que la configuration des lettres répond aux contraintes mécaniques de la première machine à écrire de Sholes : les touches correspondant aux paires de lettres les plus utilisées dans la langue anglaise sont réparties de manière à éloigner le plus possible les marteaux qui leur correspondent, ce qui limite les risques de blocage des tiges[3] ;
- cette hypothèse a cependant été contestée dans un article de 2011, arguant que les premières machines à écrire ne souffraient pas des mêmes contraintes techniques : la disposition des lettres aurait été fixée afin de faciliter le travail des télégraphistes, premiers utilisateurs de la machine[3].

| Q | Q | W | W | E | E | R | R | T | T | Y | Y | U | U | I | I | O | O | P | P |   |
|   | A | A | S | S | D | D | F | F | G | G | H | H | J | J | K | K | L | L | ; | ; |
|   |   | Z | Z | X | X | C | C | V | V | B | B | N | N | M | M | , | , | . | . |   |

## Histoire
La société E. Remington and Sons reprit ce clavier en 1873 et le popularisa à partir de l’année suivante, par la production massive de machines à écrire et la mise en place d’un excellent système de formation.
Une anecdote veut que les lettres du mot typewriter (« machine à écrire » en anglais) se trouvent toutes sur la première rangée de touches afin de faciliter les démonstrations commerciales.
En raison des usages établis, le choix a été fait de dupliquer le clavier de la machine à écrire dans l’informatique.[réf. nécessaire]

## Variantes nationales
Il existe de nombreuses variantes nationales du QWERTY, où les caractères utiles à la langue locale sont ajoutés. En effet, la disposition QWERTY, éventuellement complétée d’autres signes et diacritiques, est utilisée pour la majorité des claviers écrivant en alphabet latin. Quasiment toutes les autres dispositions latines de clavier généralement utilisées sont dérivées du QWERTY par permutation de quelques signes (comme l’AZERTY familier des francophones de France, la Suisse romande utilise le clavier QWERTZ). Les dispositions de clavier en alphabet latin s’écartant plus radicalement du modèle du QWERTY sont de diffusion plus réduite[réf. nécessaire], ainsi les dispositions de clavier de type Dvorak ou la disposition de clavier turc-F.

### Chine

Clavier de Taïwan

La Chine continentale utilise un clavier QWERTY sans caractères chinois apparents, la méthode d'entrée pour le chinois étant basée sur la prononciation avec leur translittération dans des caractères latins, suivant la méthode pinyin.
Taïwan utilise un clavier plus complexe, avec 4 caractères par touche, le QWERTY, en haut à gauche, le bopomofo (ou zhuyin), en haut à droite, et deux clés de caractères chinois han (hanzi) pour différents systèmes en bas, à gauche et à droite.

### Espagne

Disposition QWERTY d’Espagne.

En Espagne, les touches sont disposées ainsi :
| Q | Q | W | W | E | E | R | R | T | T | Y | Y | U | U | I | I | O | O | P | P | ` | ` |   |
|   | A | A | S | S | D | D | F | F | G | G | H | H | J | J | K | K | L | L | Ñ | Ñ | ´ | ´ |
|   |   | Z | Z | X | X | C | C | V | V | B | B | N | N | M | M | , | , | . | . | - | - |   |

### Canada

Disposition QWERTY francophone historique du Canada.

Trois dispositions de type QWERTY sont en usage courant au Canada :
- les anglophones utilisent le clavier QWERTY des États-Unis ;
- les francophones ont utilisé un clavier QWERTY adapté pour le français (illustration ci-contre) ;
- le gouvernement a normalisé un « clavier canadien multilingue standard » (voir la section plus loin), plus complet et censé supplanter les précédents.

Le clavier QWERTY francophone historique comporte une touche morte pour la cédille alors qu’en français, cette diacritique n’est utile que sur la lettre ‹ c/C › ; le clavier normalisé remplace cette touche morte par la lettre ‹ ç/Ç › en accès direct,,. De plus, le clavier normalisé est le seul qui permette de saisir la ligature ‹ œ/Œ ›.
Sur le clavier QWERTY francophone comme sur le clavier normalisé, les signes de ponctuation sont pour la plupart placés comme sur le clavier QWERTY international.

### France
Pendant la période de la « stratégie américaine », en 1976, l’AFNOR publia à titre expérimental une norme française de type QWERTY (NF XP E55-060), qui prévoyait une période de transition pour passer d’une disposition à l’autre, l’AZERTY étant à terme voué à la disparition (objectif qui ne s’est pas réalisé).

### Vietnam

Clavier vietnamien

La langue vietnamienne se sert d'un clavier QWERTY modifié. Les lettres ‹ Ă ›, ‹ Â ›, ‹ Ê ›, and ‹ Ô › sont sur la partie des chiffres 1–4 du clavier anglais, les touches 5–9 donnent les tons (accent grave, crochet, tilde, accent aigu et point souscrit, dans cet ordre), 0 donne ‹ Đ ›, = donne đồng — le signe ‹ ₫ › pour la minuscule —, et les crochets ([]) donnent ‹ Ư › et ‹ Ơ ›.

## Variantes internationales

### Clavier international pour les États-Unis

Disposition de clavier internationale pour les États-Unis (US International).

Sous Windows, le clavier multilingue officiel des États-Unis (en anglais : United States-International), utilise AltGr, et cinq positions (sur un total de trois touches) en touches mortes.
Si le clavier n'a pas de touche AltGr, la touche de droite Alt est utilisée. Si cette touche n'existe pas (comme sur de nombreux ordinateurs portables), la combinaison Ctrl+Alt fonctionne également.
Sur le schéma, les lettres et signes sur le côté droit (en bleu) peuvent ne pas être gravés sur le clavier, mais sont fonctionnels. La touche à gauche de Enter regroupe deux touches mortes ' et en majuscule " ; elle possède une particularité non conventionelle : après avoir frappé cette touche, si on tape une voyelle, on obtient par exemple é, mais si on tape Spacebar, on obtient le signe 'apostrophe' ' (ASC39) au lieu du signe 'accent aigu' ´ qui est disponible avec le modifieur AltGr. De même si la touche Shift est pressée pendant la manoeuvre précédente, si on tape une voyelle, on obtient par exemple ë, mais si on tape Spacebar, on obtient le signe 'double quote' " au lieu du signe 'diaresis/trema' ¨ qui est disponible avec le modifieur AltGr.
Les autres touches mortes fonctionnent normalement.
Cette disposition de clavier permet d’écrire plusieurs langues d’Europe occidentale (Danois, Néerlandais, Anglais, Féroïen, Finnois, Allemand, Islandais, Irlandais, Italien, Norvégien, Portugais, Gaélique écossais, Espagnol et Suédois), ainsi que l’afrikaans. Cependant le répertoire de touches mortes est insuffisant pour le français (il manque la ligature « œ/Œ »), le maltais, le gallois, le tchèque et le hongrois.
Ce clavier produit le C cédille aussi bien en touche vive (AltGr + Virgule) qu’en touche morte (Apostrophe, suivie de C). On notera aussi une incohérence de diacritiques entre deux OS : ' + c → ç (Windows) ou ć (X11). Cette dernière fonctionnalité sous Windows ne permet pas de taper le C accent aigu utilisé en croate et en polonais et illustre ainsi la limitation de cette disposition à l’Europe occidentale.
Ce clavier utilise aussi le fait que sous Windows, le caractère de touche morte est inséré dans le document si la lettre suivante ne se trouve pas dans la liste des transformations de la touche morte. Par exemple pour la touche morte apostrophe/accent aigu, la frappe de Apostrophe+consonne (sauf C) affichera apostrophe+consonne, évitant ainsi d’actionner la barre d’espace pour obtenir l’apostrophe.

#### Critiques
Les cinq positions de touches converties en touches mortes peuvent détériorer l’expérience utilisateur, car les caractères concernés nécessitent un appui sur Espace pour éviter d'être assemblés avec la lettre suivante lorsque cette dernière est prise en charge par la touche morte. C’est gênant par exemple en écrivant le français, où les apostrophes sont suivies d’une voyelle ou d’un ‹ y › (i-grec).
Des dispositions alternatives ont donc été développées, où les touches mortes sont sur des emplacements distincts, en AltGr, comme sur la disposition étendue du Royaume-uni.

### Clavier canadien/québécois normalisé

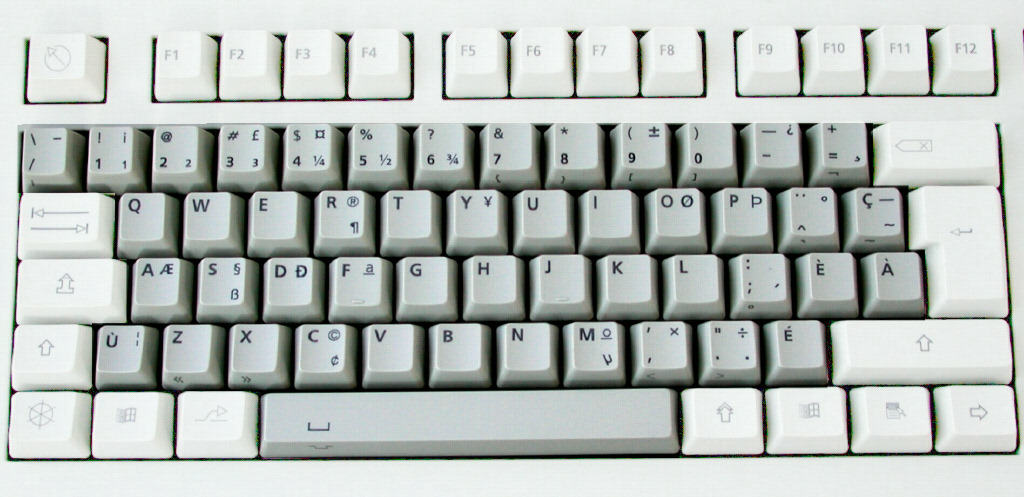
Un clavier conforme à la norme CAN/CSA Z243.200-92 avec les caractères du groupe 1 et 2a.

Disposition du clavier canadien normalisé avec l'ensemble des caractères du groupe 1, 2a et 2b.

Le clavier multilingue officiel du Canada, aussi appelé clavier ACNOR, est l’œuvre d’Alain LaBonté. C’est le premier clavier à implémenter la norme internationale ISO/CEI 9995 qui fut publiée (1994) deux ans après la fin de la phase d’expérimentation du clavier canadien multilingue (1992), mais qui était en préparation dès (1985) avant le lancement de la normalisation du clavier au Canada (1988).
Il permet l’écriture de quarante langues, dont le maltais grâce aux lettres barrées. Mais surtout, il est le seul clavier distribué avec Windows qui autorise la saisie du digramme soudé français Œ/œ (Sélecteur de groupe 2 + E). Le groupe secondaire selon ISO/CEI 9995 porte le numéro 2A parce qu’il représente la première étape de l’implémentation de ce groupe Le groupe 2B comprend des caractères qui vont au delà de la norme ISO 8859-1, supportés dans le jeu de caractères Unicode. On voit sur les deux images le clavier incluant les caractères du groupe 1 et 2A en haut et celui incluant le groupe 2B en bas, en plus du groupe 1 et 2A.
La touche Ctrl droite est utilisée comme sélecteur de groupe 2A et 2B, ce qui ne correspond pas tout à fait à l’esprit de la norme qui prévoit soit une touche jouxtant AltGr, soit un appui simultané sur Maj + AltGr. C’est le programmeur de claviers Microsoft de l’époque, Jan James, qui paraît être à l’origine de ce choix[réf. nécessaire]. Il en résulte un accès aux nombreuses touches mortes du groupe 2A et 2B près de la touche Entrée.
Un autre facteur dégradant l’expérience-utilisateur a été introduit dans un compromis à huis clos entre le gouvernement fédéral et le Québec, stipulant que l’apostrophe doit être en majuscule de la touche portant la virgule (Maj + ,) comme sur les claviers IBM antérieurs, et plus généralement tous les claviers précédents du Canada, qui en avait connu une vingtaine. La version initiale de la norme prévoyait en effet que l’apostrophe soit en accès direct.
Mais ce qui est déploré en premier lieu, surtout au troisième millénaire où beaucoup d’ordinateurs (portables) manquent de touches, c’est que le Œ/œ soit dans le groupe secondaire (2B) plutôt que dans le groupe primaire qui selon ISO/CEI 9995 est destiné à recevoir tous les caractères utilisés pour écrire la langue nationale. Il en est absent parce qu’Alain LaBonté n’était pas encore expert délégué canadien officiel au groupe de travail 3 du sous-comité 2 (sur le codage de l’information) du comité technique joint 1 de l’ISO/CEI quand le jeu de caractères ISO/CEI 8859-1 fut publié — sans le Œ/œ parce qu’un représentant de la France (au nom de l’AFNOR mais travaillant pour Bull dont les imprimantes ne supportaient pas le Œ/œ) en avait décidé ainsi avec son équipe, puis avait gagné à ses vues l’autre Français pour bâillonner le représentant du Canada, qui défendait le Œ/œ.

### Clavier finnois multilingue

Disposition de clavier finnoise multilingue.